# Acanthaspidia decorata
Acanthaspidia decorata là một loài chân đều trong họ Acanthaspidiidae. Loài này được Hansen miêu tả khoa học năm 1895.